# Партия итальянских коммунистов
Партия итальянских коммунистов (итал. Partito dei Comunisti Italiani; PdCI) — левая политическая партия Италии. Основана 11 октября 1998 года как откол от Партии коммунистического возрождения (ПКВ). Секретарём партии с 2000 до 2013 года являлся Оливьеро Дилиберто. В 2014 году была переименована в Коммунистическую партию Италии (итал. Partito Comunista d'Italia; PCd'I), а в 2016 году, после воссоединения с рядом новых отколов от ПКВ, была преобразована в Итальянскую коммунистическую партию (итал. Partito Comunista Italiano; PCI), приняв название исторической ИКП.

## Деятельность
Образована 11 октября 1998 года, как консервативный откол от Партии коммунистического возрождения сторонников президента партии Армандо Коссутта.
До 2000 года первым секретарём был Армандо Коссутта. В 2000 году руководителем партии был избран Оливьеро Дилиберто, который с 1998 по 2000 год занимал пост Министра юстиции в кабинете левоцентриста Массимы Д’Алема. При этом Коссута получил пост президента партии.
На выборах в Европейский парламент (Италия) 1999 года партия получила 2 % голосов избирателей. Получив тем самым право провести 2 человек в Парламент ЕС. Избранные депутаты вошли во фракцию Европейские объединённые левые/Лево-зелёные Севера.

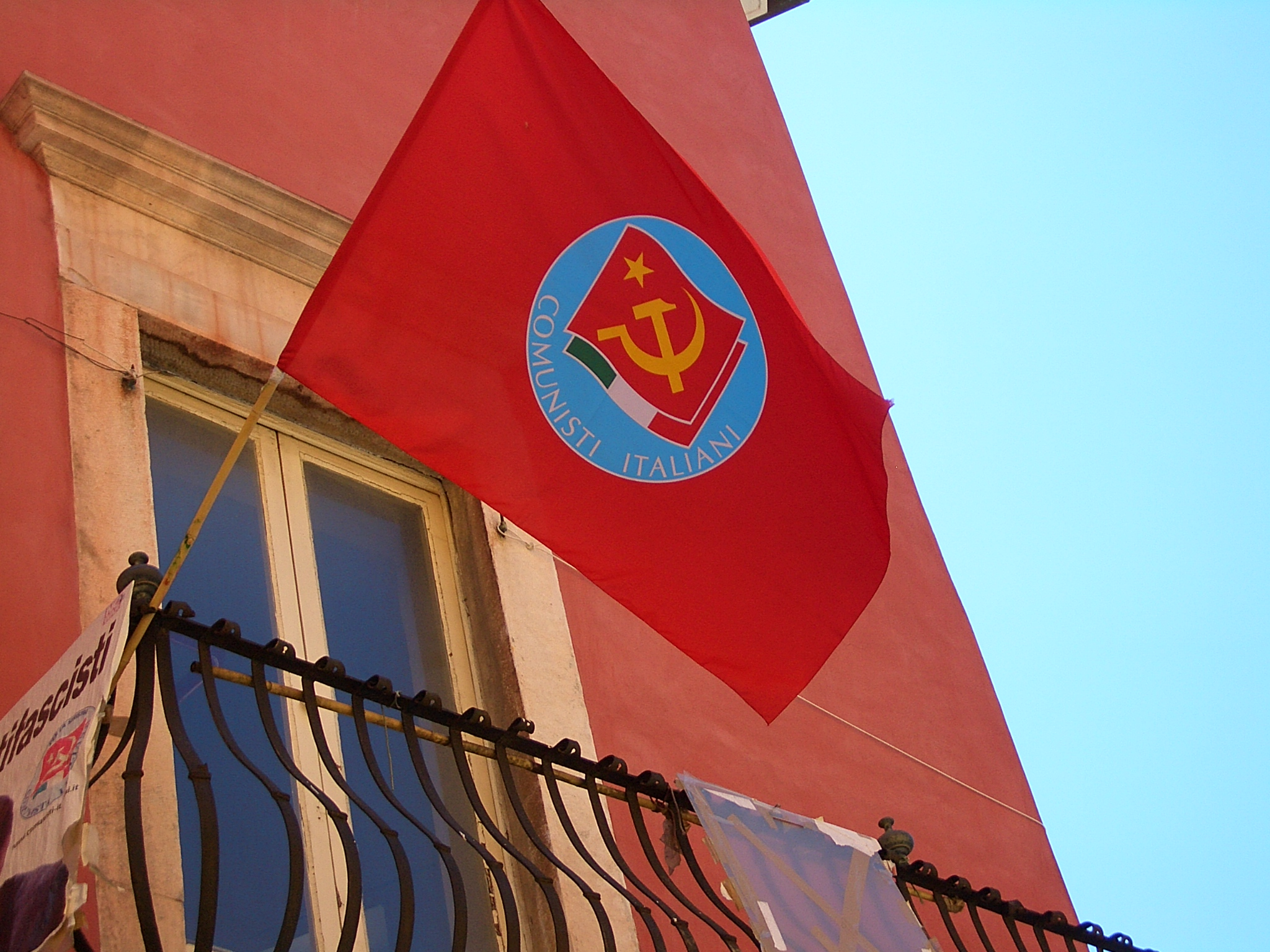
Флаг партии в Карраре

На парламентских выборах 2001 года партия получила 1,7 %, участвовав в составе левоцентристского блока «Оливковое дерево» (итал. L'Ulivo) (сам блок получил 43,5 % голосов избирателей, проиграв партии «Вперёд, Италия»).
По результатам выборов в Европейский парламент (Италия) 2004 года Партия итальянских коммунистов получила право провести в законодательный орган ЕС 2 человек, которые, как и в прошлом созыве, вошли в состав фракции Европейские объединённые левые/Лево-зелёные Севера.
На парламентских выборах 2006 года партия получила 2,31 %, участвуя в составе коалиции «Союз». По списку блока были проведены 16 депутатов. В том же году в составе блока «Вместе с Союзом» (итал. Insieme con L'Unione) на выборах в Сенат Италии партия смогла провести 5 представителей (из 11 мандатов, выигранных альянсом).
На парламентских выборах 2008 года партия приняла участие в составе коалиции «Левые-Радуга» (итал. La Sinistra — L'Arcobaleno), но ни одного представителя партия не провела. В сенат в состав того блока также не прошли.
На выборах в Европейский парламент 2009 года партия итальянских коммунистов приняла участие в составе блока «Антикапиталистический список» (итал. Lista Anticapitalista), но безуспешно.
Таким образом на данный момент партия не имеет ни одного представителя ни в Европарламенте, ни в палате депутатов, ни в Сенате. 4 депутата от партии коммунистов Италии представлены в региональных советах страны.
В 2009—2015 годах партия входила в блок «Федерация левых» (итал. Federazione della Sinistra, FdS); 2 января 2018 года вошла в новую леворадикальную коалицию «Власть народу» (итал. Potere al Popolo, PaP), но после парламентских выборов покинула её 14 июля того же 2018 года. Наблюдатель в европейской политической партии «Европейские левые». Молодёжное крыло партии — Итальянская федерация коммунистической молодежи. Печатный орган партии — газета «Левое возрождение» (итал. Federazione della Sinistra, FdS). Штаб квартира партии находится по адресу: Пьяцца императора Августа, д. 32; Рим.
Членом партии являлся астронавт Умберто Гуидони, избиравшийся от неё в 2004 году депутатом Европарламента (полномочия истекли в 2009 году).

## Руководство
- Секретари: Армандо Коссутта (1998—2000); Оливьеро Дилиберто (2000—2013); Чезаре Прокаччини (2013—2016), Мауро Альборези (с 2016)
- Президенты: Армандо Коссутта (2000—2006); Антонино Куффаро (c 2007)
- Координационный совет с 1998 по 2009 возглавлял Марко Риццо.